# Hartmann Schenck
Hartmann Schenck, född den 7 april 1634 i Kühl, Eisenach, död 2 maj 1681, var en tysk präst.
Schenck studerade i Koburg, Helmstädt och Jena och avlade magisterexamen 1622. Han var kyrkoherde i Ostheim vor der Röhn i Thüringen. Schencks författarskap består av andlig litteratur Schul-Kästelein, Gäldene Bet-Kunst, Jugend, und Tugnend-Schmuck. Han finns representerad i de svenska psalmböckerna från 1695 till 1937 med originaltexten till ett verk, diktad ett år innan han dog och först publicerad då.

## Psalmer
- Såleds är vår kyrkogång 1680, nr 219 i 1937 års psalmbok.